# Сафоново (Шарьинский район)
Сафо́ново — деревня в составе Шангского сельского поселения Шарьинского района Костромской области России.

## География
Расположена на берегу речки Чекмачки, притоку реки Малая Шанга.

## История
Согласно Спискам населенных мест Российской империи в 1872 году деревня относилась к 3 стану Ветлужского уезда Костромской губернии. В ней числился 21 двор, проживало 92 мужчины и 105 женщин.
Согласно переписи населения 1897 года в деревне проживало 264 человека (113 мужчин и 151 женщина).
Согласно Списку населенных мест Костромской губернии в 1907 году деревня Сафоново (Иванчино) относилась к Николо-Шангской волости Ветлужского уезда Костромской губернии. По сведениям волостного правления за 1907 год в деревне числилось 39 крестьянских дворов и 280 жителя. Основным занятием жителей деревни был лесной промысел.

## Население
| 2008 | 2010 | 2014 |
| ---- | ---- | ---- |
| 126  | ↘78  | ↗82  |